# Landschapsarchitectuur

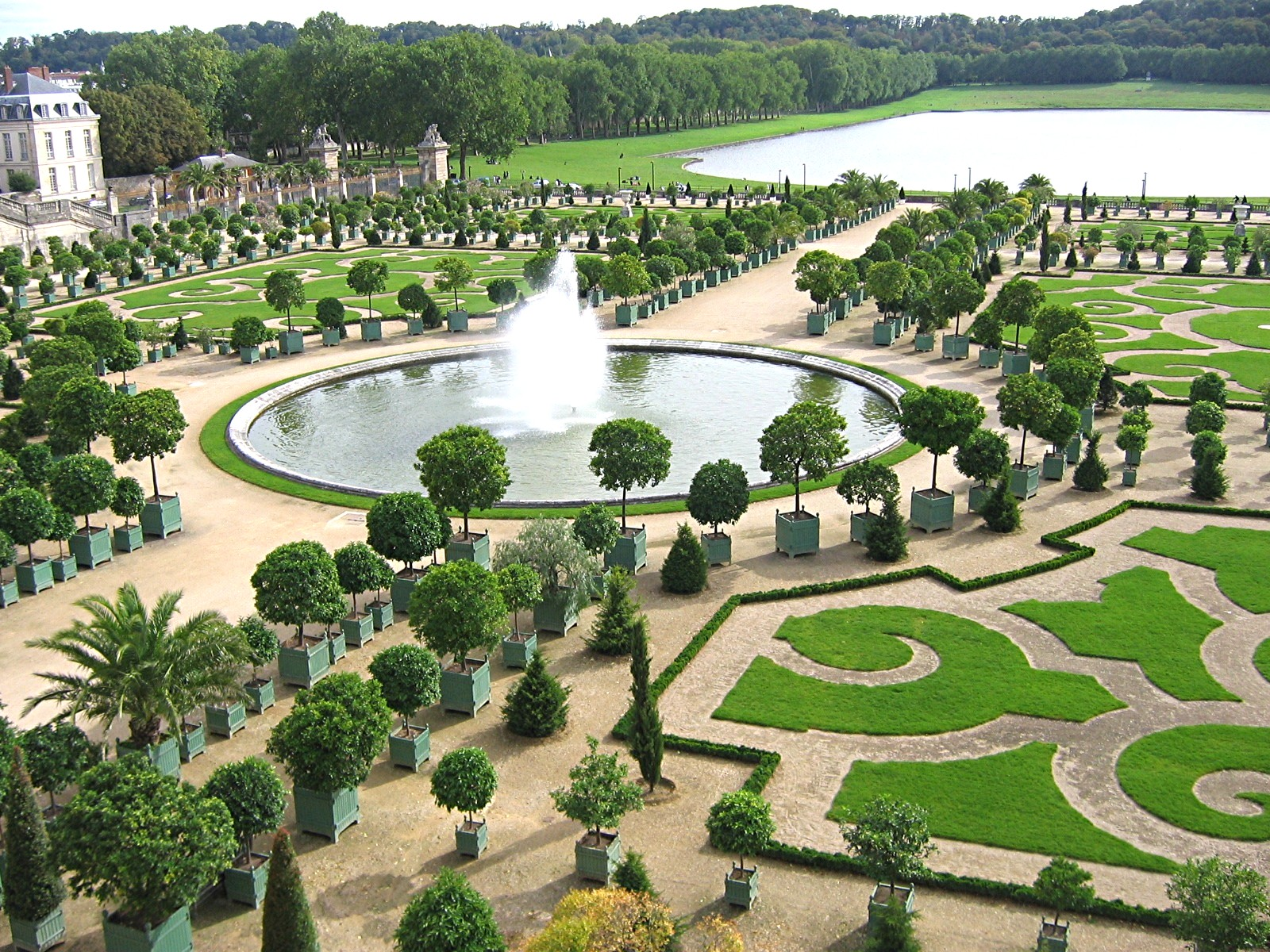
De Oranjerie van het kasteel van Versailles is een voorbeeld van landschapsarchitectuur

Landschapsarchitectuur is het ontwerpen, plannen en omvormen van de ruimtelijke indeling van een onbebouwd plangebied. Daartoe behoren alle buitenruimten, zoals parken, sportvelden, recreatieterreinen, openbare ruimten en tuinen en alle andere open ruimten in stedelijke en plattelandsgebieden. Bij kleinere objecten waarbij reliëf, bodem en grondgebruik niet of nauwelijks van belang zijn, zoals particuliere tuinen, plantsoenen en kleinere parken wordt vaak gesproken van tuinarchitectuur. Bij landschapsarchitectuur in de stad, waarbij meer een balans wordt gezocht tussen bebouwde en open ruimte wordt ook wel gesproken van 'planning van de open ruimte'.
Bij tuin- en landschapsarchitectuur wordt getracht om op esthetisch-artistieke wijze en vanuit een natuurwetenschappelijke en technische grondslag de best mogelijke vormgeving te vinden voor de verschillende landgebruiksvormen waarbij ecologie en de sociale leefomgeving centraal staan. Het vormt daarbij een onderdeel van de ruimtelijke ordening. In het planvormingsproces werkt de tuin- en landschapsarchitect samen met onder anderen planologen en stedenbouwkundigen.
In tegenstelling tot de architectuur is er geen sprake van een vaststaand 'eindbeeld', daar natuurlijke objecten als planten, heggen, bosschages en dergelijke zich voortdurend dynamisch ontwikkelen.

## Geschiedenis
Landschapsarchitectuur ontstond als begrip halverwege de 19e eeuw. Tuinarchitectuur kent een veel langere geschiedenis, die in elk geval teruggaat tot het Oude Egypte. Op grond van een grote hoeveelheid muurschilderingen, archeologische voorwerpen en grafinschriften over tuinen kan de ontwikkeling van de tuinarchitectuur in het Oude Egypte goed worden gereconstrueerd. De vroegste muurschilderingen over tuinontwerpen dateren uit 1500 v. Chr. Met name in het Nieuwe Rijk kwam de tuinarchitectuur hier tot bloei. Uit Perzië zijn de Paradeisos van Darius bekend, waarvan het woord "paradijs" is afgeleid. Bekend is ook het verhaal van de Hangende tuinen van Babylon, hoewel niet duidelijk is in hoeverre hier sprake is van latere fictie.